# Les petits Platons
Les Petits Platons est une maison d'édition française indépendante publiant des livres de philosophie pour enfants et adultes créée en 2009 par Jean Paul et Morina Mongin.

## Collections

### Les Petits Platons
Depuis le lancement des premiers ouvrages en mars 2010, 33 titres ont été publiés dans la collection éponyme destinée aux enfants et adolescents. Écrits par des philosophes de métier, les albums abordent sous la forme de fictions d'une soixantaine de pages la vie et l'œuvre des grandes figures de la pensée. Les illustrations font l'objet d'une recherche approfondie, afin de créer une adéquation entre narration et univers graphique. La presse a très largement salué l’initiative dès la parution des premiers ouvrages ,,.

#### Auteurs
- Jean Paul Mongin
- Miriam Henke
- Olivier Abel
- Ronan de Calan
- Frédéric Morlot
- Yan Marchand
- Salim Mokaddem
- Claude-Henri Rocquet
- Edwige Chirouter
- Jean-Philippe Pierron
- Françoise Armengaud
- Marion Muller-Colard
- Jakob Rachmanski
- Line Faden-Babin
- Hélène Malard
- Françoise Dastur
- Jean-François Marquet
- Jean-Luc Nancy
- Chiara Pastorini
- Nicolas Grimaldi
- Vincent Descombes
- Pierre Magnard
- Marguerite Léna
- Louise Guillemot

#### Illustrateurs
- Julia Wauters
- Vincent Sorel

#### Prix et distinctions
La collection a reçu, en 2010, le prix des lauriers verts de La Forêt des livres.
Jean Paul Mongin a reçu, en 2013, la mention du Grand prix catholique de littérature pour son Denys l'Aréopagite ou le nom de Dieu et pour l'ensemble de la collection.
Ronan de Calan et Donatien Mary ont reçu, en 2015, le Heinrich-Wolgast-Preis (de) (prix allemand qui récompense un ouvrage présentant le monde du travail aux enfants ou adolescents) pour Le Fantôme de Karl Marx.

### Les Tout Petits Platons
Une nouvelle collection de livres animés, destinée aux enfants à partir de 3 ans, est sortie en mars 2013. Chaque ouvrage se présente comme une initiation ludique au questionnement philosophique. Le premier titre, écrit par Jean Paul Mongin et illustré par Junko Shibuya, s'intitule Pourquoi les choses ont-elles un nom ?

### Dialogues des Petits platons
Une autre collection, adressée aux adultes et dirigée par la philosophe Corine Pelluchon, Professeur à l'Université de Besançon, est également parue en mars 2013. Les Dialogues des petits Platons proposent au lecteur la rencontre d’une figure majeure de la philosophie contemporaine au fil d’un questionnement qui éclaire l’unité de son itinéraire intellectuel et de sa pensée.

#### Titres parus dans la collection «Les Dialogues des Petits Platons»
- À la lisière du réel, Nicolas Grimaldi
- Le Vitrail et l'Énigme, Jean-François Marquet
- La Possibilité d'un monde, Jean-Luc Nancy
- Exercices d'humanité, Vincent Descombes
- Dialogues avec Georges Duby, Guy Lardreau
- La Couleur du matin profond, Pierre Magnard
- Entre nous soit dit, Francis Jacques
- Penser ce qui advient, Françoise Dastur
- L'idée de Dieu, l'idée de l'âme, Jean-Louis Vieillard-Baron
- La philosophie comme discours systématique, Dialogue avec Emmanuel Tourpe sur les fondements d'une théorie des étants, de l'Être et de l'Absolu, Lorenz B. Puntel.

À paraître : 
- Interpréter la modernité, Charles Taylor

## Traductions
Dès 2010, les ouvrages des « Petits Platons » ont été traduits et édités par plusieurs maisons étrangères dans le monde entier : en Croatie par les éditions Skolska Knjiga, en Corée par Cobook, au Portugal par Editora 7 Dias 6 Noites, en Turquie par Metis, au Japon par Discover 21, en Italie par ISBN Edizioni, au Brésil par Martins Martins Fontes, en Chine par Shangai 99, en Espagne par Errata Naturae, en Allemagne et aux États-Unis par Diaphanes, en Colombie par Panamericana Editorial, au Danemark par Mindspace et Arvids, en Russie par Ad Marginem et en Grèce par Amolgos.

## Ateliers philo des Petits Platons
Parallèlement à son activité éditoriale, la maison propose des ateliers d'initiation à la Philosophie pour les enfants et adolescents et des formations à destination des publics enseignants. Ces ateliers ont été filmés et diffusés à plusieurs reprises par l’émission Les Maternelles sur France 5 .
Pour que soit prolongée cette prise de contact avec la philosophie, la maison d'édition met à la disposition des enseignants des fiches pédagogiques sur les ouvrages de la collection, afin de faciliter leur lecture en classe.